# Rzyszczewko (Sławno)
Rzyszczewko (anhörenⓘ, deutsch Neu Ristow) ist eine Ortschaft in der polnischen Woiwodschaft Westpommern und gehört zur Landgemeinde Sławno (Schlawe) im Powiat Sławieński.

## Geographische Lage
Rzyszczewko liegt in Hinterpommern, sechs Kilometer südwestlich der Kreisstadt Sławno. Der Ort ist nicht zu verwechseln mit Rzyszczewko bei Polanów (deutsch: Klein Ristow) oder dem Wohnplatz Rzyszczewko (deutsch Ristowkaten) der Ortschaft Kołtki (Hölkewiese) bei Biały Bór (Baldenburg). 

## Geschichte
Die Siedlung Neu Ristow wurde 1773 aus königlichen Gnadengeldern angelegt. Sie verfügte über neun Bauernhöfe und eine Mühle mit wenigen Häusern und lag einen Kilometer nordwestlich von Ristow auf dem Wege nach Karwitz (Karwice).
Im Jahre 1818 lebten hier 76 Einwohner, deren Zahl 1885 auf 102 stieg und 1925 (letzte Zählung vor der Zusammenlegung mit Ristow) 63 betrug. 
Bis 1945 war der Ort Teil der Gemeinde (Alt) Ristow (heute polnisch: Rzyszczewo) im Landkreis Schlawe des Regierungsbezirks Köslin der Provinz Pommern.
Vor Ende des Zweiten Weltkriegs wurde Neu Ristow am 7. März 1945 von der Sowjetarmee besetzt. Nach Kriegsende wurden die Ortschaft zusammen mit ganz Hinterpommern unter polnische Verwaltung gestellt. 
Heute ist Rzyszczewko ein Teil der Gmina wiejska Sławno im Powiat Sławieński der Woiwodschaft Westpommern (bis 1998 Woiwodschaft Słupsk).

## Kirche
Kirchlich war Neu Ristow bis 1945 dem Kirchspiel Ristow zugeordnet. Es lag im Kirchenkreis Schlawe der Kirchenprovinz Pommern der Kirche der Altpreußischen Union. Heute gehören die evangelischen Einwohner von Rzyszczewko zum Kirchspiel Koszalin (Köslin) in der Diözese Pommern-Großpolen der Evangelisch-Augsburgischen Kirche in Polen.

## Weblink
- Beschreibung, Grundriss und Foto der Dorfkirche bei medievalheritage.eu